# Parti chrétien conservateur (Biélorussie)
Le Parti chrétien conservateur du Front populaire biélorusse (en biélorusse : Кансэрватыўна-Хрысьціянская Партыя - БНФ, romanisé : Kanservatyŭna-Chryścijanskaja Partyja BNF ; Консервативно-христианская партия — БНФ) est un parti politique biélorusse qui s’oppose au gouvernement du président Alexandre Loukachenko. 

## Histoire
Le parti est issu de la scission du Front populaire biélorusse en 1999.
La direction du Parti chrétien conservateur BPF a été élue lors du VIIIe Congrès du Parti, qui s’est tenu à Minsk le 15 décembre 2008. Ce congrès a abouti à l'élection de  Yuriy Belenky en tant que président du BPF KhP en Biélorussie. 
En mars 2020, Yuri Belenky a émigré aux États-Unis.
En juillet 2023, il est dissout par la Cour suprême de Biélorussie.

## Revendications
Le parti s’oppose à ce que la langue russe ait le statut de langue officielle en Biélorussie, ce qui est le cas depuis le référendum biélorusse de 1995.
Le parti milite pour l'intégration de la Biélorussie à l'OTAN.

## Actions

### Boycott des  élections
Le parti a boycotté toutes les élections législatives (2000, 2004, 2008, 2012, 2016) depuis la mise en place du régime autoritaire du président Loukachenko.

### Refus de rejoindre la coalition d'opposition
Le Parti chrétien conservateur a refusé de rejoindre la coalition d’opposition dirigée par Alexandre Milinkevitch en 2006, le PCC invoquant l’incapacité d’assurer un comportement éthique dans l’administration de Loukachenko, dans le processus de vote et le calcul des votes. Le cycle électoral s’est terminé par des falsifications de vote et n’a été reconnu ni par l’UE ni par les États-Unis.